# Frugívoro

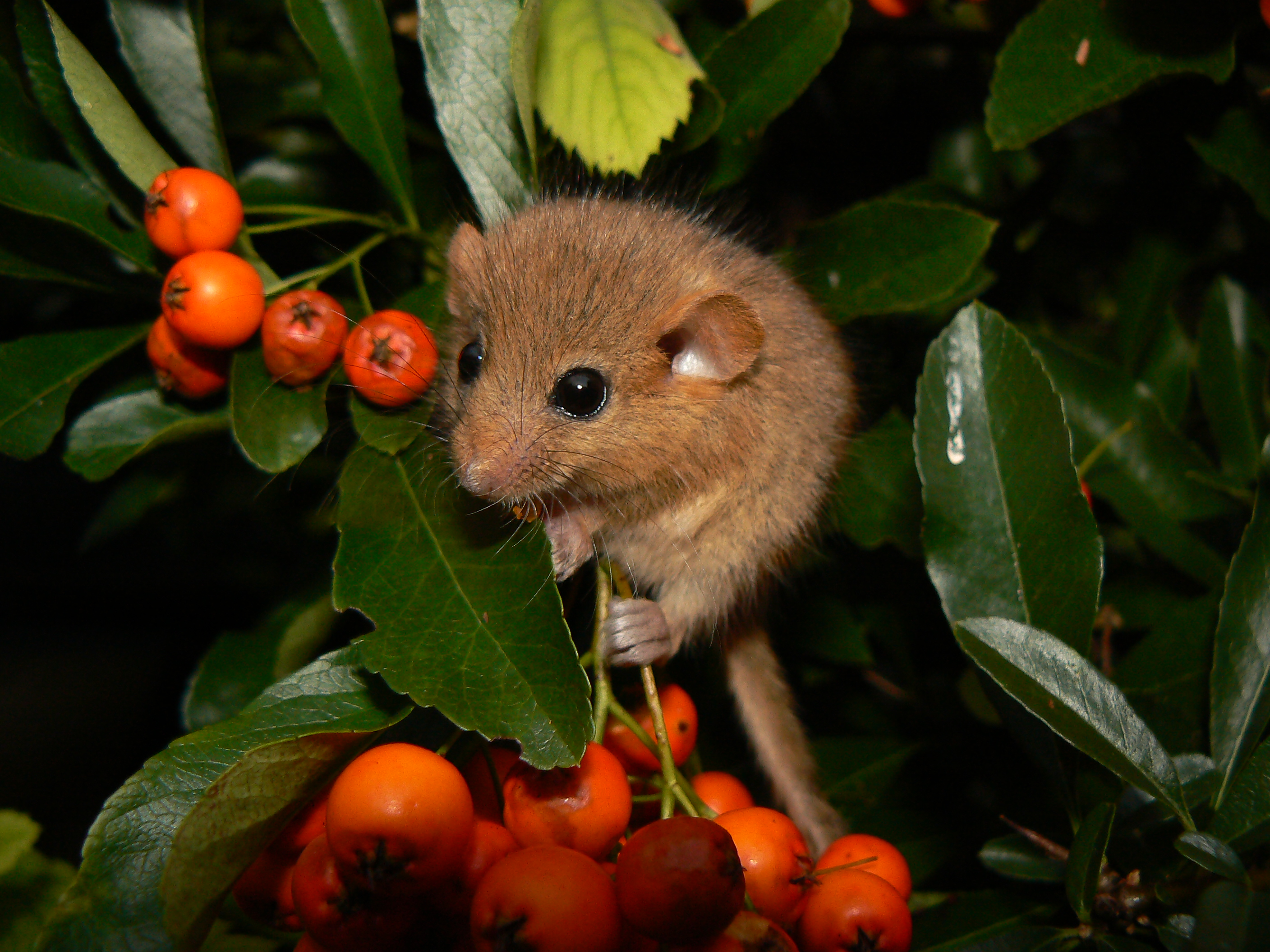
O arganaz, um animal frugívoro da família dos glirídeos, alimenta-se de diversos frutos, como os do piricanto na imagem

Frugívoro (do latim frux = fruto; e vorare = comer, devorar) é o animal cuja dieta alimentar é composta principalmente de frutos, não causando prejuízo às sementes de uma planta, que são eliminadas intactas por defecação ou regurgitação. Excluem-se deste grupo os animais que, apesar de consumirem frutos, descartam a polpa para se aproveitar das sementes ou simplesmente mastigam as sementes junto da polpa. Estes animais são considerados granívoros ou predadores de sementes.
Esse hábito frequentemente possui implicações profundas para a dispersão de sementes das plantas, uma vez que as sementes são normalmente ingeridas junto com a polpa dos frutos e posteriormente são cuspidas, regurgitadas ou defecadas, muitas vezes intactas, a alguma distância da planta-mãe (na maioria das vezes involuntariamente). 
As plantas desenvolveram uma série de adaptações para a dispersão por animais, com algumas pequenas diferenças de acordo com o frugívoro: na saurocoria (dispersão por répteis), os frutos apresentam forte odor, coloração vermelha ou alaranjada e se desenvolvem perto do solo ou caem quando maduros; na ornitocoria (dispersão por aves), os frutos não apresentam odor, já que estes animais têm olfato fraco, sendo detectados visualmente; na mamalocoria (dispersão por mamíferos), os frutos exalam forte odor e estão situados fora da folhagem, presos ao caule ou próximos do solo. Neste último, a cor do fruto não possui grande relevância.
O consumo de frutos pode representar uma grande parte da alimentação de várias linhagens animais, e, portanto, a composição nutricional dos frutos e a sua abundância influenciam significativamente na vida dos animais frugívoros. São poucas as espécies animais exclusivamente frugívoras. Entre os peixes, o tambaqui (Colossoma macropomum) alimenta-se somente de frutos na fase adulta, porém é onívoro na fase jovem, nutrindo-se do zooplâncton. Dentre as aves, o guácharo (Steatornis caripensis) é um exemplo de frugívoro exclusivo.

## Frutos
O consumo de frutos pode representar uma grande parte da alimentação de várias linhagens animais, e, portanto, a composição nutricional dos frutos e a sua abundância influenciam significativamente na vida dos animais frugívoros. São poucas as espécies animais exclusivamente frugívoras. Entre os peixes, o tambaqui (Colossoma macropomum) alimenta-se somente de frutos na fase adulta, porém é onívoro na fase jovem, nutrindo-se do zooplâncton. Dentre as aves, o guácharo (Steatornis caripensis) é um exemplo de frugívoro exclusivo.
Pela proximidade do relacionamento ecológico entre frutos e animais podemos dizer que ambos passaram por um processo de coevolução. Os frutos têm formas, sabores, odores, cores muito diferentes, e cada aspecto visual representa uma estratégia diferente, seja para atrair diferentes aves, répteis, mamíferos ou até anfíbios. Há ainda uma relação entre forma de vida e tamanho da semente, que por sua vez possui relação com o modo de dispersão já que sementes maiores, em geral, possuem maior probabilidade de dependerem de animais de dispersão.
Os frugívoros podem beneficiar as plantas produtoras de frutas dispersando as sementes ou podem dificultar as plantas digerindo as sementes junto com as frutas. Quando a planta produtora de frutas e as espécies frugívoras se beneficiam do comportamento de comer frutas, sua interação é chamada mutualismo, mas também existem uma série de defesas vegetais contra o consumo das mesmas.

## Frugívoros nos ecossistemas
Uma função ecossistêmica importante em florestas tropicais é a dispersão de sementes mediada por animais, sendo que os pássaros e mamíferos são protagonistas e se mostram essenciais para a estrutura da floresta, atuando na conservação das dinâmicas de população vegetal, plasticidade e respostas aos distúrbios antropogênicos, habilidade de colonização das plantas e manutenção do fluxo gênico. 

### Disponibilidade de Frutas nos Biomas
Um grande número de árvores, lianas e arbustos possuem frutos dispersos por animais . Estima-se que nas florestas tropicais entre 50% - 90% de todas as árvores são dispersas por animais (zoocoria), enquanto cerca de 20% - 50% das espécies de aves e mamíferos consomem frutos ao menos durante parte do ano. A produção de massa de frutos e de quantidade pelas plantas por hectare varia de acordo com o tipo de ecossistema, de modo que, na Mata Atlântica, cerca de 87% de todas as árvores produzem frutos carnosos, mas pode chegar a mais de 90% em algumas áreas . Já em florestas temperadas, a porcentagem de espécies de árvores cujas sementes são dispersadas por animais é de 30 a 50%. É estimado que a média de produção em uma floresta temperada é de 362 ± 352 kg/hectare/ano, enquanto em  florestas tropicais é de 454 ± 258 kg/ hectare/ano 
Além de variar entre regiões tropicais e temperadas, a produção de frutos também varia entre diferentes formações florestais. A produção de frutos e o número de espécies de árvores e arbustos que produzem diásporos carnosos são maiores em sítios sujeitos à maior pluviosidade, ou seja mais chuva, como os localizados em florestas ombrófilas na Mata Atlântica, bem densas e úmidas, quando comparados às florestas semidecíduas e outras formações vegetais do interior do Brasil, típicas de cerrado, que é mais aberto e seco. Frequentemente a produção de frutos varia em diferentes escalas espaciais (de um local para outro) e temporais (entre meses, anos, etc.), acompanhando gradientes de fertilidade do solo, duração do dia, chuva, temperatura e formas de vida das plantas, enquanto também varia ao longo do tempo, especialmente em formações sujeitas a estação climática, como florestas semidecíduas, decíduas e cerradões. Enquanto em florestas ombrófilas a produção de frutos ocorre ao longo do ano, com diferentes espécies de plantas florescendo e frutificando seqüencialmente umas após as outras, em florestas estacionais a frutificação é concentrada em determinados períodos do ano para toda a comunidade de plantas, de modo que o hábito alimentar dos frugívoros varia correspondendo a disponibilidade energética de cada habitat.

### Dispersão de sementes
A dispersão de sementes é um processo pelo qual os diásporos, as sementes, são removidos para alguma distância além do limite da copa da planta-mãe por diferentes vetores, animais ou não (como vento). Vários fatores determinam a eficiência de uma espécie de ave como dispersora de sementes, como a largura da abertura, a frequência de visitas, comportamento de manuseio de frutas, tempo de trânsito intestinal e movimento pós-forrageamento. 
Dependendo de como o animal se movimenta após ingerir a semente, pode deixar as árvores mais espaçadas ou mais concentradas entre si. Animais que usam um mesmo caminho repetidamente após consumirem frutos de uma árvore podem contribuir para um padrão mais agregado daquela espécie de planta no espaço. assim como animais que, após consumirem os frutos de uma árvore, continuam ali por um longo tempo. Ao contrário, animais que se movam muito ou de forma menos repetitiva contribuirão para uma distribuição mais espaçada daquelas espécies de planta. No caso das aves, os indivíduos podem processar as sementes quebrando-as, regurgitando-as ou engolindo-as para depois defecá-las intactas.
A regurgição da semente acontece 5 a 20 minutos depois de ingerida, enquanto a defecação costuma ocorrer entre uma hora e uma hora e meia após a ingestão. Por causa de maior tempo antes de ser liberada na terra, aquelas sementes que são defecadas costumam estar mais longe da planta-mãe, e assim aves que defecam sementes intactas tendem a dispersar sementes por uma área mais ampla do que aquelas que regurgitam as sementes. Estes comportamentos em relação ao consumo de frutos e ao movimento após consumo variam para o mesmo animal. O mesmo indivíduo ou a mesma espécie pode interagir de uma forma com um tipo de planta, e de outra forma com outro tipo de planta. 
Algumas combinações específicas de sementes, nas fezes de aves tropicais, podem influenciar na sobrevivência e vigor de ambas as plântulas. Também sementes de uma mesma espécie de planta, ao serem defecadas juntas em grande número por coiotes, tiveram sobrevivência e vigor maior do que sementes defecadas isoladamente, tendo sido detectado enxerto entre raízes das plântulas próximas. 

## Evolução e Ecologia de Vertebrados Frugívoros
A maioria dos vertebrados que comem frutos de plantas se alimentam também de outras fontes, como animais, partes vegetativas das plantas e sementes. A compreensão da evolução das estratégias alimentares dos animais tem sido crucial para a compreensão da formação de espécies, porque a competição interespecífica por recursos alimentares semelhantes pode explicar o deslocamento de caracteres e a divergência evolutiva das espécies.

### Aves
As aves são os principais representantes de frugívoros dentre o grupo dos Vertebrados. No entanto, apenas 15% das famílias de aves se alimentam exclusivamente de frutos (caso do guácharo Steatornis caripensis ), enquanto 19% têm uma dieta variada, com alta proporção de frutos e uma pequena parte de outras fontes, e mais 21% ingerem frutos e outros alimentos em proporções mais ou menos iguais.
Diferente de outras linhagens de vertebrados, há espécies de aves exclusivamente frugívoras, e que portanto extraem todo o conteúdo de carboidratos, gorduras e proteínas dos frutos que ingerem ou de modificações internas desta base de nutrientes presente nos frutos. Como frutos possuem alto conteúdo de carboidratos simples ou gorduras, e pouco conteúdo de proteínas e outros nutrientes importantes, uma adaptação possivelmente relacionada a isso é a alta taxa de transferência dos frutos no sistema digestivo destes animais. Com essa taxa de transferência, podem ingerir grande quantidade de frutos, um após o outro, não sobrecarregando o sistema digestivo com a grande quantidade de carboidratos ou gorduras, e acessando os outros nutrientes presentes nos frutos em menores quantidades . Outra adaptação conhecida em algumas espécies de aves exclusiva ou majoritariamente frugívoras é um órgão do sistema digestivo especializado em armazenar frutos inteiros para serem digeridos posteriormente, o papo.
A especialização em frugivoria também pode ser significativamente correlacionados positivamente com maiores taxas de diversificação em algumas linhagens.
Uma consequência do consumo de frutos por animais pode se relacionar a sua coloração. Muitos animais não conseguem produzir outros pigmentos que não a melanina, e ao ingerirem frutos, podem ficar coloridos com os pigmentos provenientes do metabolismo da planta. Esta descoberta enriquece a discussão sobre a origem da coloração de pássaros, que já foi relacionada à “inteligência divina por trás dos mistérios da criação” e é vista como parte importante da seleção sexual em aves.
Muitas aves que comem frutos também podem se alimentar de néctar. A maioria das aves que comem frutos têm bicos afiados, com os quais conseguem “cavar” os frutos. Existe uma relação funcional entre o tamanho do fruto e o tamanho do corpo dos frugívoros.
Acredita-se que linhagens onívoras de pássaros (englobando espécies que se alimentam de diferentes comidas) possuem taxas menores de especiação (gerando menos espécies) e taxas maiores de extinção (perdendo mais espécies já existentes) do que espécies que preferem alimentos específicos como frutos, néctares ou insetos. Além disso, com tempos evolutivos mais profundos, pássaros que são especializados em um item alimentar frequentemente acrescentam outros itens em suas dietas, resultando na transição para onivoria.
Os onívoros se originam preferencialmente por meio de transições e não por especiação. Altas taxas de transição para onivoria podem surgir em momentos em que é mais difícil encontrar comida ou quando esta está temporariamente indisponível.
Expandindo essas descobertas para as atuais mudanças humanas em nosso planeta, os pesquisadores esperam que ocorram mudanças na dinâmica competitiva entre generalistas e especialistas. 'Atividades humanas como a destruição de habitats e outros fatores de mudança global eliminam os recursos de muitas espécies especializadas', diz Daniel Kissling, da Universidade de Amsterdã. Isso significa que os especialistas estão atualmente em maior risco de extinção do que os generalistas. "Isso mudará dramaticamente a ecologia e a evolução da vida na Terra, porque os generalistas agora são favorecidos às custas de especialistas", explica Kissling. Em última análise, isso afetará o funcionamento dos ecossistemas e os serviços que a natureza fornece à humanidade. 

### Mamíferos
Entre mamíferos não existe frugivoria exclusiva, mas alguns animais são conhecidos por serem altamente frugívoros, como ungulados florestais (Mazama spp. e Cephalophus spp.). Outros mamíferos parcialmente frugívoros incluem raposas, cangurus, primatas, ursos e elefantes.
É bem aceito atualmente que mamíferos herbívoros originaram-se de ancestrais frugívoros, de modo que a transição de mamíferos simples e monogástricos até mamíferos pastadores e ruminantes, de estruturas estomacais mais complexas, se deu inicialmente pela frugivoria . Mamíferos frugívoros e angiospermas evoluíram em íntima relação simbiótica ao longo do tempo, com a frugivoria sendo um dos principais mecanismos de dispersão para as plantas. Essa coevolução era mais comum em comunidades vegetais fechadas, como as florestas. Hoje em dia, a dispersão de sementes por mamíferos continua a ser o maior mecanismo de regeneração florestal em florestas tropicais. Recursos de frutos englobam tanto o componente da polpa, geralmente mais palatável, quanto o da semente, de difícil digestão. Assim, a capacidade de digerir bem os frutos inteiros representa um fator de seleção e leva à complexificação evolutiva.
A evolução da herbivoria em mamíferos se deu inicialmente com formas ancestrais que utilizavam seus estômagos simples, primitivos, para consumir polpas de fácil digestão. À medida que os animais frugívoros se complexificam, os que superaram as defesas da semente por meio do desenvolvimento de sistemas digestivos mais complexos e especializações dentárias tiveram uma vantagem competitiva, já que poderiam explorar os embriões de sementes, ricos em nutrientes. Consequentemente, quando habitats mais secos se expandiram, mamíferos que desenvolveram entranhas mais complexas através da frugivoria poderiam passar a se alimentar de capim, de modo que tinham uma dieta mais rica em fibras.
Os primeiros mamíferos eram pequenos insetívoros que aparecerem aproximadamente 200 milhões de anos atrás. O metabolismo mais acelerado dos mamíferos, em relação aos ancestrais reptilianos, exigia maior eficiência no processamento de alimento e os restringia a dietas cada vez mais nutritivas. No entanto, os primeiros mamíferos herbívoros parecem ter se diversificado apenas entre 60 e 40 milhões de anos atrás, em florestas tropicais, quando o clima era úmido e quente. Evidências paleobiológicas de estruturas dentais sugerem que esses mamíferos eram adaptados para o consumo de frutos e que, portanto, eram predominantemente frugívoros. Ademais, o período coincide com a ocorrência generalizada de grandes angiospermas frutíferas. Entre 40 e 30 milhões de anos atrás, quando o clima da terra começou a se resfriar e florestas mais abertas susbstituiram as florestas tropicais nas maiores latitudes, herbívoros maiores se diversificaram para consumir uma dieta mais fibrosa. 
Mamíferos que possuem sistemas simples e poucas adaptações dentais, como morcegos, só consomem as polpas, no entanto primatas e roedores possuem sistemas intermediários com adaptações que os tornam capazes de acessar o interior das sementes. Além disso, herbívoros mamíferos com proporções corporais menores se alimentam de frutos de maior qualidade, enquanto mamíferos maiores se alimentam por meio de pastagem e herbivoria. Isso é baseado na relação entre a taxa metabólica, tamanho corporal e qualidade alimentar, uma vez que mamíferos menores exigem  quantidades relativamente maiores de nutrientes que mamíferos maiores, devido ao fato de que suas taxas metabólicas relativas a tamanho corporal serem maiores.  No entanto, mamíferos menores ingerem menos comida em termos absolutos, se alimentando geralmente de alimentos mais ricos energeticamente, como frutas, enquanto mamíferos maiores consomem em maior abundância alimentos menos ricos, como gramas e capins.
Embora exista uma variabilidade relevante nas substâncias químicas e nutricionais das frutas, geralmente a polpa carece de polissacarídeos de difícil digestão, enquanto a camada protetora da semente tende a ser rica em carboidratos complexos. Foi sugerido que os ungulados da floresta exigem a capacidade de fermentação bacteriana para obter acesso ao rico endosperma da semente e cotilédone, que são ricos em proteínas e baixos em polissacarídeos. A capacidade de fermentar cascas de sementes, incluindo tempos de retenção mais longos e áreas superficiais aumentadas, permitiria a alguns mamíferos subsistirem em uma dieta baseada em sementes.